# Richard Danielpour
Richard Danielpour, né le 28 janvier 1956 à New York, est un compositeur et professeur de musique américain.

## Jeunesse et formation
Danielpour naît à New York d'origine juive persane et grandit à New York et à West Palm Beach, en Floride,. Il étudie à l'Oberlin College et au Conservatoire de musique de la Nouvelle-Angleterre, puis à la Juilliard School, où il  obtient un DMA en composition en 1986. Ses principaux professeurs de composition à Juilliard sont Vincent Persichetti et Peter Mennin. Danielpour enseigne à la Manhattan School of Music (depuis 1993) puis à l'Institut de musique Curtis (depuis 1997) et il est membre du corps professoral de l'Université de Californie à Los Angeles.

## Carrière
Comme de nombreux autres compositeurs américains de la génération d'après-guerre, Danielpour commence sa carrière dans un milieu sérialiste, mais le rejette à la fin des années 1980 au profit d'un idiome plus œcuménique et accessible. Il cite les Beatles, ainsi que John Adams, Christopher Rouse et Joseph Schwantner, comme influences sur son style musical plus récent. Les œuvres notables de Danielpour incluent First Light (1988) pour orchestre de chambre, trois symphonies (1985, 1986 et 1990), quatre concertos pour piano (1981, 1993, 2002 et 2009), le ballet Anima mundi (1995) et l'opéra Margaret Garner (2005).[réf. nécessaire]
Ses étudiants incluent Marcus Paus et Wang Jie.

## Œuvre
Richard Danielpour est publié par l'Associated Music Publishers, Schirmer et chez Lean Kat Music.

### Opéra
- Margaret Garner (en) (2005), opéra en deux actes, sur un livret de Toni Morrison[6],[7],[8]. (OCLC 948627897).

### Ballets
- Anima Mundi (1995), pour le Pacific Northwest Ballet.
- Urban Dances (1996), pour le New York City Ballet et la chorégraphe Miriam Mataviani.

### Orchestre et concertos
- Oratio Pauli (1982), pour S.A.T.B. chœur & orchestre à cordes
- Symphonie no 1 – Dona Nobis Pacem (1984)
- Symphonie no 2 – Visions (1986), pour soprano et ténor
- First Light (1988)
- Concerto pour violoncelle no 1 (1990)
- Concerto pour piano no 1 – Metamorphosis (1990), pour piano & orchestre
- The Awakened Heart (1990)
- Symphony No. 3 – Journey Without Distance (1990), pour soprano, S.A.T.B. chœur & orchestre
- Song of Remembrance (1991)
- Toward the Splendid City (1992), commande de l'Orchestre philharmonique de New York
- Concerto pour piano no 2 (1993)
- Anima Mundi (1995), commande du Pacific Northwest Ballet ; chorégraphie de Kent Stowell, première à Seattle, WA le 6 février 1996, direction d'orchestre, Stewart Kershaw.
- Canticle of Peace (1995), pour baryton, S.A.T.B. chœur & orchestre de chambre
- Concerto for Orchestra – Zoroastrian Riddles (1996)
- Urban Dances (Dance Suite in Five Movements) (1996)
- Celestial Night (1997)
- Elegies (1997), song-cycle pour mezzo-soprano, baryton & orchestre
- Vox Populi (1998)
- A Fool's Paradise (1999), concerto pour violon & orchestre, commande pour le 100e anniversaire de la  collaboration de Yaddo avec l'Orchestre de Philadelphie ; écrit pour la violiniste Chantal Juillet et le Philadelphia Orchestra, première par Charles Dutoit au Saratoga Center, NY en août 2000.
- The Night Rainbow (1999)
- A Child's Reliquary (2000), double concerto pour violon, violoncelle & orchestre
- Nocturne (2000), pour orchestre à cordes
- An American Requiem (2001), pour mezzo-soprano, tenor, barytons soli, S.A.T.B. chœur & orchestre
- Concerto pour violoncelle no 2 – Through the Ancient Valley (2001) kamancheh, commande de l'Orchestre philharmonique de New York pour le violoncelliste Yo-Yo Ma. Création sous la direction de Kurt Masur à Avery Fisher Hall, New York, le 14 mars 2001.
- In the Arms of the Beloved (2001), double concerto pour violon, violoncelle & orchestre, commande pour le 25e anniversaire de mariage de Jaime Laredo (violiniste) et Sharon Robinson (violoncelliste), première avec l'IRIS Chamber Orchestra sous la direction de Michael Stern à Germantown, TN le 20 avril 2002.
- From the Mountaintop (2001), concerto pour clarinette et orchestre
- Piano Concerto No. 3 – Zodiac Variations (2002), pour piano main gauche & orchestre, commande par Herbert R. Axelrod pour le pianiste Gary Graffman, première avec le National Symphony Orchestra dirigé par Leonard Slatkin au Kennedy Center, Washington, D.C. le 4 avril 2002.
- Apparitions (2003), pour orchestre de chambre, commande de l'Orchestre symphonique du New Jersey, première sous la direction de Zdeněk Mácal au New Jersey Performing Arts Center, Newark, NJ le 14 mai 2003.
- Swan Song (2003), pour orchestre de cordes, arrangement du 3ème mouvement de Danielpour's String Quartet No. 4 – Apparitions
- Songs of Solitude (2004), song-cycle pour baryton & orchestre, écrit pour le baryton Thomas Hampson, commande de l'Orchestre de Philadelphie, première sous la direction de David Robertson à Philadelphia, PA le 21 octobre 2004.
- Adagietto (2005), pour orchestre de cordes, commandé par la Wheeling Jesuit University pour le Wheeling Symphony, première (pour le 50 ème anniversaire de la Wheeling Jesuit University) sous la direction d' André Raphael Smith à Wheeling, WV, le 11 mars 2005.
- Voice of the City (2005), pour concert band
- Washington Speaks (2005), pour narrateur & orchestre sur des textes de George Washington (OCLC 437364386). Commande des Chevaliers de Colomb pour l'Orchestre de l'église Saint-Luc (New York), qui crée la pièce sous la direction de Sir Gilbert Levine avec Ted Koppel (narrateur) à la Basilique du sanctuaire national de l'Immaculée Conception, Washington, le 14 novembre 2007.
- Pastime (2006), song-cycle pour baryton & orchestre, cocommande des Orchestres de Pittsburgh, Atlanta, et l'Brooklyn pour la célébration du Match des Étoiles de la Ligue majeure de baseball 2006, le 10 juillet 2006.
- Triptych (2006), pour soprano & orchestre, trois arias de l'opéra Margaret Garner, commandé par le Wheeling Symphony, qui crée la pièce avec la soprano soloiste Tracie Luck et le chef d'orchestre André Raphael Smith à Wheeling (Virginie-Occidentale), le 19 mai 2006.
- Voices of Remembrance (2006), concerto pour quatuor à cordes & orchestre, commandé par le National Symphony Orchestra, (Washington).
- A Woman's Life (2007), pour soprano & orchestre, commandé par l'Orchestre symphonique de Pittsburgh et l'Orchestre de Philadelphie. Création par la soprano Angela Brown avec l'Orchestre symphonique de Pittsburgh sous la direction de Leonard Slatkin, le 16 octobre 2009 à Pittsburgh (Pennsylvanie).
- Rocking the Cradle (2007), commandé par l'Orchestre symphonique de Baltimore, création sous la direction de  Juanjo Mena, le 22 mars 2007 à Baltimore (Maryland).
- Three Prayers (2007), pour soprano & orchestre, extrait de l'opéra Margaret Garner
- Souvenirs (2008), pour orchestre de chambre. Commande du Kravis Center pour l'Orchestre de chambre de Vienne, première sous la direction de Philippe Entremont à Vienne, 2008.
- Kaddish (2008), réécrit pour violon et orchestre, commandé par l'Orchestre symphonique du New Jersey, avec le soliste Gil Shaham.
- Vox Terrae (2008), pour orchestre (G.Shirmer/A.M.P.). Commande du Lancaster Symphony
- Lacrimae Beati (2009), pour orchestre à cordes. Commande du Sejong Soloists. Création à Alice Tully Hall, New York, en décembre 2009.
- Icarus (2009), pour grand ensemble de cuivres, sept percussions & deux pianos. Commande du Consortium of dix-huit universités américaines, première par l'Université d'Indiana en Pennsylvanie, "Keystone Brass Ensemble" à la WASBE International Conference, en juillet 2010. Une performance ultérieure est donnée par l'Orchestre symphonique de Pittsburgh en 2010. La partition est dédiée à Jack Stamp.
- Mirrors (2009), suite en cinq mouvements pour piano et orchestre. Commande du Pacific Symphony pour Jeffrey Biegel.
- Concerto pour piano no 4 – « A Hero's Journey » (2010). Commande du Vienna Chamber Orchestra et l'International Performing Artists Company, écrit pour Xiayin Wang et Philippe Entremont.
- Across the Span of Time (2011), pour orchestre. Commande du Seattle Symphony
- Darkness in the Ancient Valley (2011), symphonie en cinq mouvements pour soprano et orchestre, cocommandée par le Nashville Symphony et le Pittsburgh Symphony.
- Vox Humana (2012). Création en mai 2013 à Mannheim, Allemagne, dirigé par Dan Ettinger, NTO Mannheim.
- The Song of the Wandering Darveesh (2012), pour orchestre. Commande du Great Mountains Music Festival, Corée du Sud.
- Serenade (2013), pour grand orchestre. Commande du Saratoga Performing Arts Center, pour le Philadelphia Orchestra.

### Musique de chambre
- Quatuor à cordes no 1 – « Requiem » (1983)
- Quintette avec piano (1988), pour quatuor à cordes et piano
- Urban Dances (Livre 1) (1988), pour quintette de cuivres
- Sonnets to Orpheus, Book 1 (1992), pour soprano, flûte, clarinette, cor, piano, percussions et quintette à cordes
- Songs of the Night (1993), pour ténor et trio avec piano
- Quatuor à cordes no 2 – « Shadow Dances » (1993)
- Urban Dances, Book 2 (1993), pour quintette de cuivres
- Sonnets to Orpheus, Book 2 (1994), pour baryton solo, flûte, clarinette, cor, piano, percussions et quintette à cordes
- Quatuor à cordes no 3 – « Psalms of Sorrow » (1994), pour baryton, deux violons, alto et violoncelle
- Fantasy Variations (1997), pour violoncelle et piano
- Sweet Talk (1997), pour mezzo-soprano, violoncelle, contrebasse et piano
- Feast of Fools, Concertino pour basson et quatuor à cordes (1998) (OCLC 939570126) — Commande pour Stephen Walt du Williamstown Chamber Concerts.
- A Child's Reliquary (2000), pour trio avec piano
- As Night Falls on Barjeantane (2000), pour violon et piano
- Quatuor à cordes no 4 – « Apparitions » (2000)
- Portraits (2001), pour mezzo-soprano, clarinette, violon, violoncelle & piano
- Quatuor à cordes no 5 – « À la recherche deLa Vita Nuova » (2004)
- Troubadour's Feast (2005), pour flûte, clarinette, violon, alto, violoncelle et piano
- The Book of Hours (2006), pour quatuor avec piano
- Benediction (2007), pour deux cors, deux trompettes, trois trombones et carillons
- River of Light (2007), pour violon et piano, commandée par la Fondation Isaac et Linda Stern pour la violoniste Sarah Chang, qui crée l'œuvre le 18 mars 2007 à La Jolla, Californie
- Kaddish (2008), pour violon solo et septuor à cordes, écrit pour Concertante, qui crée l'œuvre à Harrisburg, Pennsylvanie le 15 mai 2010.
- Remembering Neda (2009), pour flûte, violoncelle et piano, écrit pour le Dolce Suono Ensemble, qui crée l'œuvre le 22 octobre 2010 au Trinity Center for Urban Life à Philadelphie, PA.
- Quatuor à cordes no 6 – « Addio » (2009) Commande de LifeMusic pour le Ying Quartet, créateur de l'œuvre au Hopkins Center, Dartmouth College à Hanover (New Hampshire), en octobre 2009.
- Les Visages de Guernica (2009), pour trio avec piano. Commande de la Walter W. Naumburg Foundation pour le Trio Cavatina, créateur de l'œuvre au Carnegie Hall, New York, en mai 2010.
- Quatuor à cordes no 7 – « Psalms of Solace » (2014), pour deux violons, alto, violoncelle et soliste soprano

### Chorale
- Oratio Pauli (1982), pour chœur SATB et orchestre à cordes
- Symphonie n ° 3 - Journey Without Distance (1990), pour soprano solo, chœur et orchestre SATB
- Canticle of Peace (1995), pour baryton, chœur SATB et orchestre de chambre
- An American Requiem (2001), pour mezzo-soprano, ténor, barytons, chœur SATB et orchestre
- Toward a season of peace (2011) (OCLC 1005557356) sur des poèmes de Rahim Moeini Kermanshahi (en), Rumi, al-Mutanabbi, Ibn Arabi, des proverbes Perses, le Sim shalom (bénédiction) et le Kaddish.
- The Passion of Yeshua (2018), pour soprano, mezzo-soprano, ténor, 3 barytons soli, chœur et orchestre SATB

### Vocale
- Symphonie no 2 – Visions (1986), pour soprano, ténors soli & orchestre
- Sonnets to Orpheus, Book 1 (1992), pour soprano solo et ensemble
- Songs of the Night (1993), pour ténor solo et trio avec piano
- Sonnets to Orpheus, Book 2 (1994), pour baryton solo et ensemble
- Quatuor à cordes no 3 – « Psalms of Sorrow » (1994), pour baryton et quatuor à cordes
- I Am Not Prey (1996), pour duo soprano et piano
- Elegies (1997), pour mezzo-soprano, barytons soli & orchestre
- Sweet Talk (1997), pour mezzo-soprano solo et petit ensemble
- Spirits in the Well (1998), pour solo d'aigus et piano
- Portraits (2001), pour soprano solo & petit ensemble
- Songs of Solitude (2004), pour baryton solo et orchestre
- Four Arias, extrait de "Margaret Garner" (2005), pour baryton et piano
- He Is By, extrait de "Margaret Garner" (2005), pour soprano et piano
- Three Arias, de "Margaret Garner" (2005), pour mezzo-soprano & piano
- Sweet Talk et Spirits in the Well, mélodies pour Jessye Norman, sur des poèmes de Toni Morrison (OCLC 808076531) Commande de l'Université Princeton. Création à New York, en avril 1997, par Jessye Norman, Mark Markham, Peter Wiley et Edgar Meyer (en).
- Pastime (2006), pour baryton & orchestre
- Triptyque (2006), pour mezzo-soprano & orchestre
- A Woman's Life (2007), pour soprano et orchestre
- Three Prayers (2007), pour soprano et orchestre
- Come Up from the Fields Father (2008) pour baryton, alto et piano. Poème de Walt Whitman, commande de l'Institut de musique Curtis (Philadelphie). Création par Adrian Kramer (baryton), Roberto Díaz (alto) et Mikael Eliasen (piano) au Curtis Institute, le 15 mai 2009.
- Songs from an Old War (2009), pour baryton et piano. Écrit pour le baryton américain Thomas Hampson.

### Piano
- Psaumes (1985), pour piano
- Sonate (1986), pour piano
- Le Jardin Enchanté (Préludes, Livre 1) (1992), pour piano
- Mardi Gras (1992), pour piano
- Élégie (2003), pour piano (OCLC 239300742)
- Trois Préludes (2003), pour piano (OCLC 60691471)
- Piano Fantasy : "Wenn Ich Einmal Soll Schneiden" (2008), pour piano
- Le Jardin Enchanté (Préludes, Livre 2) (2009), pour piano

### Projets en cours/récents
Les projets actuels et à venir de Danielpour comprennent des œuvres pour Yo-Yo Ma, l'Iris Chamber Orchestra, l'Orchestre symphonique de Baltimore, le Quatuor Guarneri, l'Orchestre symphonique d'Atlanta, le Nashville Symphony, la musique de Copland House, l'Orchestre philharmonique de Brooklyn, l'Orchestre symphonique de Seattle, l'Orchestre symphonique de Singapour, l'Orchestre national de Lyon et l'Orchestre symphonique de la WDR de Cologne.

## Discographie
Richard Danielpour est principalement enregistré chez Naxos, mais également pour Arabesque Recordings, Delos, Koch, Reference Recordings et Sony Classical.
Monographies
- Symphonie no 3* « Journey Without Distance » ; First Light ; The Awakened Heart – Faith Esham (en)*, soprano ; Chœur et symphonique de Seattle, dir. Gerard Schwarz (janvier/octobre 1991, Delos DE 3118 / Naxos 8.559712) (OCLC 792891926)
- Concerto for orchestra : Zoroastrian riddles ; Anima mundi – Orchestre symphonique de Pittsburgh, dir. David Zinman (5-6 juillet 1996, Sony) (OCLC 36894328)
- An American Requiem – Stephanie Blythe, mezzo-soprano ; Hugh Smith, ténor ; Mark Oswald, baryton ; Pacific Chorale ; Orchestre symphonique Pacific, dir. Carl St.Clair (en) (18-19 novembre 2001, Reference Recordings) (OCLC 1015911174)
- Quatuors à cordes nos 2, 3* & 4 – The American String Quartet : Peter Winograd, Laurie Carnie, violons ; ; Daniel Avshalomov, alto ; Margo Tatgenhorst Drakos, violoncelle ; Randall Scarlata*, baryton (novembre/décembre 2003/mai 2004, Arabesque) (OCLC 123439926 et 53944257)
- In the arms of the beloved ; A child's reliquary – Kalichstein Laredo Robinson Trio : Joseph Kalichstein, piano ; Jaime Laredo, violon ; Sharon Robinson, violoncelle ; Iris Chamber Orchestra, dir. Michael Stern (en) (24 novembre 1999/21 avril 2002, Koch) (OCLC 175280946)
- The Enchanted Garden : Préludes, Livres 1 et 2 – Xiayin Wang, piano (13-14 juin/29-30 décembre 2009, Naxos 8.559669)
- Quatuors à cordes nos 5, 6 & 7* – Quatuor Delray : Mei Mei Luo et Tomás Cotik, violons ; Richard Fleischman, alto ; Claudio Jaffé, violoncelle ; Hila Plitmann*, soprano (20-23 mai 2015, Naxos) (OCLC 1020292193)
- Songs of Solitude* ; War Songs* ; Toward the Splendid City° – Thomas Hampson*, baryton ; Nashville Symphony (en), dir. Giancarlo Guerrero (en) (12-14 mars*/20-21 novembre° 2015, Naxos 8.559792) (OCLC 1046471166) — Songs of Solitude et War Songs sont des premières au disque.
- Darkness in the Ancient Valley° ; Lacrimae beati ; A woman's life* – Hila Plitmann° et Angela Brown* sopranos ; Nashville Symphony (en), dir. Giancarlo Guerrero (en) (4-6 novembre 2010/novembre 2011/septembre 2012, Naxos 8.559707) (OCLC 857302052)
- Toward a Season of Peace – Hila Plitmann, soprano ; Pacific Chorale (dir. John Alexander) ; Pacific Symphony, dir. Carl St.Clair (en) (24 mars 2012, Naxos 8.559772) (OCLC 873945841)
- The passion of Yeshua – Hila Plitmann, soprano ; J'nai Bridges, mezzo-soprano ; Timothy Fallon, ténor ; Matthew Worth, Kenneth Overton, James K. baryton-basse ; UCLA Chamber Singers ; Chœur et Orchestre philharmonique de Buffalo, dir. JoAnn Falletta (13-14 avril 2019, Naxos) (OCLC 1192498233)

Récitals
- The Last Jew in Hamadan — David Shifrin, clarinette et la Quatuor Dover : Joel Link et Bryan Lee, violons ; Milena Pajaro-van de Stadt, alto ; Camden Shaw, violoncelle (15 juillet 2016, Delos) — Dans l'album titré Spring Forward de Peter Schickele et avec Perpetual Chaconne de Aaron Jay Kernis. Créations mondiales.
- (Naxos 8.559662) — Dans River of Light, œuvres pour violon et piano de compositeurs américains.
- Fantasy Variation pour violoncelle et piano – David Geringas, violoncelle ; Ian Fountain, piano (février 2017, Dreyer Gaido) — Dans New Goldberg Variations, avec des œuvres de Bach, Corigliano, Lieberson, Rouse, Frazelle, Schickele et Busoni.